# Великая Камышеваха (река)
Великая Камышеваха (устар. Камышеватая, укр. Велика Комишуваха) — река на Украине, протекает по Изюмскому и Барвенковскому районам Харьковской области. Правый приток реки Берека (бассейн Северского Донца).

## Характеристика
Длина реки составляет 15 км, уклон реки — 5,3 м/км. Формируется из многих безымянных ручьёв и водоёмов. Площадь бассейна — 229 км².

## Течение
Великая Камышеваха берёт начало на северо-восточной окраине села Вернополье. Течёт преимущественно на северо-запад и на северо-западной окраине села Великая Камышеваха впадает в реку Берека.

## История
На реке Камышеватой около 1760 года поселились Иван Гаража и Пётр Паливода с несколькими сотнями запорожцев. Они заселили слободу Большая Камышеваха.
В балке Бузинной, впадающей в реку Большая Камышеваха, в полутора км на юго-восток от окраины села Большая Камышеваха, открыто богатое местонахождение фауны крупных млекопитающих хапровского комплекса (поздний плиоцен).